# Heller-Streifenfruchtvampir
Die Fledermausart Heller-Streifenfruchtvampir (Platyrrhinus helleri) gehört zur Familie der Blattnasen (Phyllostomidae) und ist in Zentral- und Südamerika beheimatet.

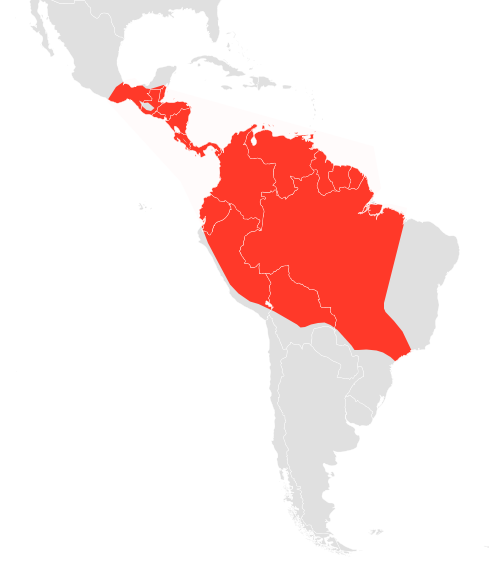
Verbreitungsgebiet des Heller-Streifenfruchtvampirs

## Beschreibung

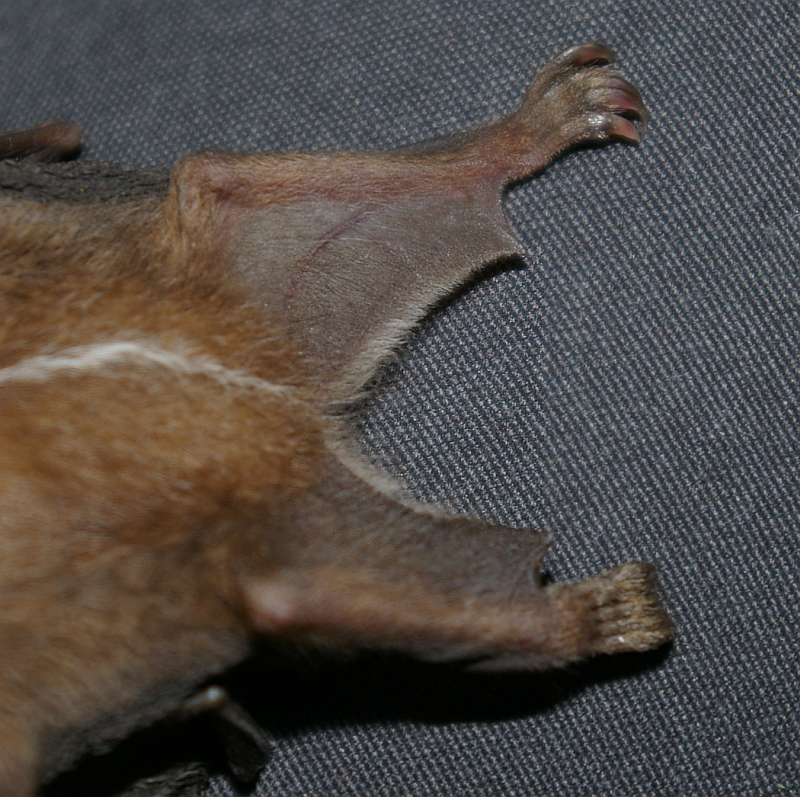
Das behaarte Ende der Schwanzflughaut ist ein wichtiges Unterscheidungsmerkmal

Der Heller-Streifenfruchtvampir ist ein mittelgroßer Vertreter der Gattung der Streifen-Fruchtvampire. Wie andere Arten dieser Gattung besitzt auch Platyrrhinus helleri einen markanten hellen Streifen auf dem Rücken, welcher zwischen den Ohren beginnt und an der Schwanzflughaut endet, sowie jeweils einen Streifen über und unter den Augen. Das Fell des Heller-Streifenfruchtvampirs ist meist braun, wobei das Bauchfell heller ist als das Fell am Rücken. Von anderen Vertretern der Gattung Platyrrhinus unterscheidet sie sich durch den stark behaarten Rand der Schwanzflughaut.
Der Heller-Streifenfruchtvampir wiegt im Schnitt 14 g und hat eine Flügelspannweite von bis zu 30 cm. Als Vertreter der Blattnasen besitzt sie ein ausgeprägtes Nasenblatt.
Der Name Platyrrhinus leitet sich vom griechischen platys (=flach, platt) und rhinos (=Nase) ab. Der Artname helleri, der auch im deutschen Namen vorkommt, ehrt Karl Bartholomäus Heller, der den Typus dieser Art gesammelt hat.

## Lebensweise
Der Heller-Streifenfruchtvampir ist eine Fledermausart, die hauptsächlich im tropischen Regenwald anzutreffen ist, obwohl einige Tiere auch schon in trockenen tropischen Regionen wie sie in Mexiko vorkommen gefangen wurden.
Platyrrhinus helleri nutzt tagsüber nebst Höhlen und hohlen Bäumen auch großen Blättern und Palmwedeln als Hangplatz. Auch von Menschen gemachte Unterschlupfe wie Tunnel, Brücken und Gebäude werden genutzt.
Die Hauptnahrungsquelle des Heller-Streifenfruchtvampirs sind Feigen und andere Früchte. In einer Studie machten Feigen im Schnitt 67 % des Mageninhalts aus. Somit furagiert diese Fledermausart hauptsächlich im Kronendach und ist ein wichtiger Samenverbreiter. Nebst pflanzlicher Nahrung nimmt Platyrrhinus helleri selten auch Insekten zu sich.

## Verbreitung und Lebensraum
Die Verbreitung des Heller-Streifenfruchtvampirs reicht vom Süden Mexikos über Ecuador, Peru und Bolivien bis in den Westen Brasiliens. Er kommt bis zu einer Höhe von 1500 Metern über Meer vor. Trotz der stetigen Bedrohung durch Lebensraumvernichtung wird sein Bestand von der IUCN dank der weiten Verbreitung und relativen Häufigkeit als stabil und ungefährdet eingestuft.